# Airapus burrundieae
Airapus burrundieae är en skalbaggsart som beskrevs av Zdzisława Stebnicka och Henry Fuller Howden 1996. Airapus burrundieae ingår i släktet Airapus och familjen Aphodiidae. Inga underarter finns listade i Catalogue of Life.